# 左手に告げるなかれ
『左手に告げるなかれ』（ひだりてにつげるなかれ）は、渡辺容子による日本の推理小説。
第42回江戸川乱歩賞受賞作。2011年に、本作と同じ八木薔子を主人公とした続編『エグゼクティブ・プロテクション』が刊行された。

## 書籍情報
- 単行本：講談社、1996年9月10日発行、ISBN 978-4-062-08385-0　※巻頭に奥村健太郎による著者の写真が掲載されている
- 文庫：講談社文庫、1999年7月15日発行、ISBN 978-4-062-64620-8

## あらすじ
スーパーの保安士が、別れた愛人の妻が刺殺された事件の嫌疑の無実をあかすために、真相を調べ始める｡

## 登場人物

### スルガ警備保障
八木 薔子（やぎ しょうこ）
主人公。スルガ警備保障保安士。33歳。捕捉件数はスルガ警備保障では5本の指に入るやり手。万引き者が主婦であった場合、100%警送処理にするため、若手の同僚達からは「氷のバラ」と呼ばれている。父親は高級官僚で次期事務次官候補。兄は2人共外務省勤務。自身も名門女子大卒で国家公務員試験の上級職に合格後、日本橋の証券会社に女性総合職として入社。海外営業部に配属となったが、3年前、不倫相手の妻である木島祐美子に請求された400万の慰謝料を支払うため、買って数年のマンションを売り払い、車も売り、職も変えた。右腕下膊（かはく）に、万引き犯に声をかけて逆上され、剃刀の刃で切られた時の縫合跡あり。料理や洋裁には疎い。坂東の命令で、コトブキ屋自由が丘店からシャインズ桜美台（おうびだい）店に異動になる。
森村 あかね（もりむら あかね）
スルガ警備保障保安士。新人。24歳。清潔な面立ちの若い娘。コトブキ屋自由が丘店で八木薔子の下につき、指導される。
坂東指令長（ばんどう-）
八木が新人だった頃はまだ隊長だったが、保安士歴はすでに20年以上で今は120名もの保安士を統括する指令長。女性。金縁の眼鏡をかけている。薔子より背は15センチ程低い。八木の良き理解者。

### 「マーベラス桜美台」住人&関係者
横浜市磯子区桜美台3丁目にあるマンション。
木島 浩平（きじま こうへい）
薔子のかつての不倫相手。7年間付き合っていた。不倫がバレた後、仙台支店に転勤、現在単身赴任中。肩書きも部長代理から支店長代理に降格。48歳。頭髪の半分くらいが白髪。眼鏡をかけている。
木島 祐美子（きじま ゆみこ）
浩平の妻。309号室の自宅の居間で胸を刺されて殺されているのを発見される。夫である浩平が単身赴任中のため、娘2人との3人暮らしだった。勝気で強情、でしゃばりでお喋り等、周囲の評判は良くない。ボランティア活動に熱心だった。
吾妻（あずま）
マーベラス桜美台の住み込みの管理人。木島祐美子の死体の第一発見者。眉毛が薄く、半分くらい眉墨で書いている。会社勤めをしていた頃、ストレス発散にのんでいたお酒で身体を壊し、女房にも逃げられたことから現在は健康に気を遣っている。木島祐美子には留守中の荷物の番を任されるのにうんざりしていた。
吉川 美喜子（よしかわ みきこ）
美肌飲料ドリンク剤「オリンピアC」のセールスレディ（＝オリンピアレディという）。健康志向の吾妻の元をはじめ、マーベラス桜美台に出入りしている。
山田（やまだ）
902号室の住人。木島祐美子が殺された当日、マンションから走り去る不審な女を目撃した。
川本（かわもと）
504号室の住人。去年の暮れから住んでいる。木島祐美子が殺された事件当日、マンションから走り去る不審な女を目撃した。20代前半、妊娠7ヵ月。
石毛 啓子（いしげ けいこ）
以前、マーベラス桜美台で木島家の隣りに住んでいた。その時に飼っていた犬のムー（マルチーズ・牝）について木島祐美子から苦情を言われ、周囲からは”ムー戦争”と呼ばれていた程、激しく揉めていた。結局、木島祐美子が率先してマンションの規約にペット禁止の条項を加えたため、マーベラス桜美台から25分ほど離れた一戸建てに引っ越すことになった。
石毛（いしげ）
啓子の夫。実は啓子よりもムーを溺愛している。54歳。銀狐を思わせる色をした髪でオールバック。眼鏡をかけている。
デビッド
石毛家のひとり息子でミュージシャンの卵（ギター担当）。普段は家事手伝い。植物の茎を思わせる体つきで長身、金髪を噴水のように逆立てていて、鼻ピアスといういでたちながら、根は純情らしく意外に料理好きのよう。本名は名乗らず、人には自分のことを”デビッド”と呼ばせる。
三木（みき）
705号室の住人。夜行性のフリーターで、独身のアイドルオタク男性。新薬実験のモニターアルバイトをしている。分厚いレンズの眼鏡におかっぱ頭、2本前歯が出ていてずんぐりした体形ながら、その容貌に似合わぬ繊細な声をしている。なぜか木島祐美子が世話をやいていたらしく、木島祐美子のことを”いい人”と評価する唯一の人間。

### コンビニチェーン「ディン・ドン」関係者
丹羽（にわ）
旦那と「ディン・ドン」桜美台二号店（木島のマンションから2～3分）を経営している。木島祐美子と同じくボランティア活動をしていたが、売名行為だと祐美子になじられていた。祐美子より若くて美人だが、清楚というよりは豪快なタイプ。ショートカット。コンビニを始める前は都内のデパートでパート勤めをしていた。
杉原 英雄
日本ディン・ドン代表取締役会長。56歳。創業後わずか10年で「ディン・ドン」チェーンを4千店舗以上まで拡大し、売上高・利益共に日本の小売業界で5本の指に入る超優良企業に成長させた立役者。創業前は親会社の「ミギワヤ」で専務として衣料品部門を立て直したり、同時に外食産業チェーン「チュチュ」で成功をおさめた流通業界の寵児。元々はアパレルメーカーで働いていたが、汀健治にスカウトされた。マスコミ嫌い。周りからは「冷徹」「ノルマの男」「歩くノウハウ」という辛辣な評価を受ける反面、それは加盟店を繁盛させたいという思い故であると、社員にも加盟店にも理解され、崇拝すらされている。創立以来、匿名で非営利団体に寄付をしてボランティア活動を支援し続けている。
常石 巧
「ディン・ドン」のスーパーバイザーで、丹羽夫婦の桜美台二号店のエリア担当。35歳。雑居ビルの屋上から転落して死亡。店のことだけでなく、プライベートなことでもいつも親身になってくれていたため、”優しさと思いやりの塊みたいな人”だと丹羽夫人はとても信頼していた。
堀内 信二（ほりうち しんじ）
「ディン・ドン」のスーパーバイザー。32歳。品川区蒲田の雑居ビルの裏で死亡。ビルから落ちたとされている。
緑川 義雄
「ディン・ドン」のスーパーバイザー。37歳。桜美台三号店の駐車場で胸と腹部を数十か所刺されて死亡。年老いた母親と一緒に暮らしていた。
大河原 真一郎
「ディン・ドン」のスーパーバイザー。42歳。営団地下鉄東西線行徳駅のホームから転落し、進入してきた電車にはねられ死亡。5年前までは自動車メーカーの営業マンだった。
辰波（たつなみ）
「ディン・ドン」スーパーバイザー。40前後の男性。現在は肝臓を患って入院中。5年前まで「ミギワヤ」の社員で店長代理をつとめていた。
富樫 美幸（とがし みゆき）
3年前、「ディン・ドン」でアルバイト中に強盗にあい、店長と共に短銃で撃ち殺された専門学校生。当時19歳。9歳の時に両親が離婚し、母親に引き取られた。

### 「ミギワヤ」関係者
コンビニチェーン「ディン・ドン」の親会社。
汀 健治（みぎわ けんじ）
「ミギワヤ」の創業者であり現会長。リヤカーをひいて食品を行商したこともあるたたき上げ。マスコミにも頻繁に登場して”愛と真心を商いする”などと好々爺ぶりをアピールするなど、何事にも非常に目立ちたがり屋で杉原とは正反対。
狩野
「ミギワヤ」桜美台店、地元対策担当部長。中年男性。

### 神奈川県警磯子署
犬丸（いぬまる）
木島祐美子の事件で八木のことを調べに来た刑事。ゴマ塩頭で角刈り、顎には贅肉がつき、鱈子のような指をしている。180センチ近い巨体で、達磨を彷彿とさせる顔かたちの男。娘（上が今年の春に就職、下は高2）が2人いる。
小笠原
犬丸と一緒に行動している刑事。

### その他
葉室（はむろ）
豊島区大塚に事務所をかまえる探偵社の探偵。年齢は27～8で中肉中背。見ようによってはエリートサラリーマンに見えなくもない清楚な雰囲気の持ち主。昔、木島祐美子に頼まれて八木と木島浩平の不倫を暴いたのは自分なので、そのことの罪滅ぼしに八木に協力したいと申し出てくる。母親は老人病院で付添い夫をやっていた。
西田（にしだ）
シャインズ桜美台店の保安課長。警察を定年退職した後現在の職につく。外部の警備会社から派遣されてきた八木たち保安士に対しても横柄な口のきき方、高圧的な態度をとる。フェアプレイ精神はなく、他の保安士が目をつけたターゲットを横からかっさらう。

## テレビドラマ
同名でテレビドラマ化され、1997年12月12日、フジテレビ系列の「金曜エンタテイメント」にて放映された。

### キャスト
- 八木薔子 - 天海祐希
- 坂東司令長 - 小川真由美
- 葉室一郎 - 石黒賢
- 森村あかね - さとう珠緒
- 木島浩平 - 伊武雅刀
- 吾妻辰夫 - 平泉成
- デイブ石毛 - ロッキー松尾
- 丹羽夫人 - 山口美也子
- 犬丸刑事 - 高橋克実
- 小笠原刑事 - 中山俊
- 木島裕美子 - 田島令子
- スーパーシャインズ桜美台支店長 - 河原さぶ
- 老人ホーム入居者 - 久保晶、風見章子
- 前沢保美
- 山下裕子
- 松村彦次郎
- 宅間孝行
- 渕野陽子
- 大根田良樹

ほか

### スタッフ
- 脚本 - 中村敦夫
- 演出 - 福本義人
- 企画 - 清水賢治
- プロデュース - 中山和記、鈴木伸太郎
- 特別協力 - 日本推理作家協会、講談社
- 協力 - ベイシス、バスク、フジアール
- 制作 - フジテレビ、共同テレビ